# Saint-Symphorien (Gironda)
 Saint-Symphorien  (en occitano Sent Sefrian) es una población y comuna francesa, situada en la región de Aquitania, departamento de Gironda, en el distrito de Langon y cantón de Saint-Symphorien.

## Demografía
| 1537 | 1385 | 1385 | 1414 | 1396 | 1398 |
| Para los censos de 1962 a 1999 la población legal corresponde a la población sin duplicidades (Fuente: INSEE [Consultar]) |      |      |      |      |      |